# 薛昌胤
薛昌胤（？—17世紀），字思敬，平陽府蒲州河津縣人，明朝政治人物。

## 生平
薛昌胤是禮部右侍郎薛瑄的九世孫，在崇禎十五年（1642年）中舉人，次年（1643年）成進士。清朝順治五年（1648年）出任鎮安知縣，任內有惠政，其後因流寇作亂去任。回鄉後教育生徒，有著作《蓼蟲吟詩草》流傳。

## 引用
1. 1 2  光緒《河津縣志·卷七·人物》：薛昌允，字思敬，文清公九世孫，孝友工詩文，崇禎癸未成進士。歷任〖安邱〗鎮安知縣，俱有惠政。歸里後教授生徒，一遵文清遺範，著有《蓼蟲吟詩草》。
2. ↑  光緒《河津縣志·卷六·選舉》：崇禎壬午（舉人）……薛昌允 文清九世孫，見進士
3. ↑  乾隆《鎮安縣志·卷四·官師》：薛昌印，山西河津縣人，進士。順治五年任，寇亂帶印去。